# Hipposyngnathus
Hipposyngnathus es un género extinto de peces actinopterigios prehistóricos. Fue descrito por Danil'chenko en 1960.
Vivió en los Estados Unidos (California), Azerbaiyán y Polonia.